# COVID-19 в КНДР
В настоящее время в Корейской Народно-Демократической Республике официально подтверждено 525 000 случаев заражения COVID-19 вида Омикрон. По состоянию на 12 мая 2022 года ситуация с коронавирусом в КНДР туманна из-за информационной закрытости страны. Лишь 12 мая 2022 года в КНДР было официально заявлено о первых случаях заражения COVID-19. На следующий день появились первые данные: 350 000 пациентов с симптомами лихорадки, 162 000 выздоровели, шесть смертей. К 20 мая, по официальным данным, число заболевших составляло больше 2 млн человек, а количество умерших составляло 65 человек. 
Предполагается, что COVID-19 мог проникнуть в КНДР не из Южной Кореи, а из Китая. До начала пандемии COVID-19 китайско-северокорейская граница охранялась достаточно слабо — через неё шла достаточно оживлённая торговля на чёрном рынке. В то же время между КНДР и Южной Кореей с 1953 года существует хорошо охраняемая демилитаризованная зона, прорваться через которую чрезвычайно тяжело, что делает маловероятным южнокорейское происхождение COVID-19 в КНДР. Стоит также отметить, что в граничащих с КНДР китайских провинциях Ляонин и Гирин число случаев заражения коронавирусом низко, что снижает вероятность того, что COVID-19 мог быть завезён из Китая. Как бы то ни было, информация о проникновении коронавируса в Северную Корею не подтверждена официально.

## Сильные и слабые стороны КНДР перед лицом пандемии
КНДР — бедная страна, находящаяся под международными санкциями. В связи с этим северокорейская медицина испытывает значительный дефицит лекарств и медицинского оборудования, что делает страну уязвимой в случае, если коронавирусная инфекция действительно проникнет на её территорию. Колумнист агентства Bloomberg Дэвид Уэйнер считает, что ещё одной причиной, делающей КНДР крайне уязвимой для коронавируса, является то, что значительная часть северокорейцев недоедает. Наконец, третьей причиной уязвимости КНДР является то, что она граничит с Китаем — страной, где началась пандемия, а китайские туристы составляют большинство туристов, посещающих КНДР.
Тем не менее, у КНДР есть богатый положительный опыт борьбы с эпидемиями, который может принести большую пользу в случае, если коронавирус действительно проникнет на её территорию. Во-первых, во время всех крупных эпидемий за рубежом КНДР запрещала своим гражданам зарубежные поездки — как, например, во время эпидемии лихорадки Эбола в 2014 году. Эта мера была применена и при угрозе проникновения в страну коронавируса, что резко сократило число контактов северокорейцев с возможными зарубежными носителями COVID-19. Во-вторых, КНДР имеет большой опыт по борьбе с различными болезнями на своей территории. Некоторые из них северокорейским врачам удалось даже ликвидировать — так, в 2018 году в КНДР была полностью ликвидирована корь. Это говорит о том, что, несмотря на большой дефицит врачей, медикаментов и оборудования, северокорейская медицинская система может быть эффективна в случае эпидемии. Наконец, третьим и главным доводом в пользу того, что Северная Корея может дать отпор вирусу, является то, что КНДР — тоталитарное государство. В таких государствах правительство имеет широкие возможности по контролю общественной жизни граждан, что в случае эпидемии позволяет максимально быстро и эффективно изолировать больных и мобилизовать все ресурсы государства на борьбу с болезнью.
Кореевед и преподаватель Университета Кунмин (Сеул) Андрей Ланьков считает, что северокорейская система, вероятно, будет очень эффективной в деле замедления распространения инфекции: «Она позволит оказать неплохую — по стандартам бедных стран — помощь большинству пациентов, которые будут страдать от стандартной, то есть легкой формы заболевания. … В свое время Северная Корея выбрала не западную, а советскую модель общественного здравоохранения. Эта модель, кажется, не слишком применима в развитых странах, но отлично работает в странах победнее. Одна из особенностей такой системы — принципиально другое отношение к врачам, ставка на многочисленный и дешёвый, пусть и не слишком хорошо подготовленный медицинский персонал».

## Меры по борьбе с вирусом
КНДР стала одной из первых стран, закрывших свои границы из-за COVID-19. Уже в январе 2020 года правительство КНДР ввело значительные ограничения на зарубежные поездки для северокорейцев, а в конце января полностью закрыло страну для иностранных туристов.
По сообщению газеты «Нодон синмун», в начале февраля 2020 года Правительство КНДР распорядилось начать массовую дезинфекцию товаров из-за рубежа. Так, в порту Нампхо все пребывающие из-за рубежа товары дезинфицировались сотрудниками местной таможни, а ряд товаров был задержан на карантин. Во второй половине февраля были отменены все международные рейсы и полностью запрещён въезд и выезд из страны. Единственной нитью, связывающей КНДР с остальным миром, стал мост между китайским городом Даньдун и корейским городом Синыйджу, по которому в страну идут гуманитарные грузы из-за рубежа, в частности — медикаменты от организации Врачи без границ.
Также в конце февраля по всей стране были закрыты школы, а иностранным студентам пхеньянских университетов было запрещено покидать общежития.
В марте 2020 года по всей стране начали организовываться карантинные пункты, куда массово помещали людей. Многие иностранные дипломаты, в том числе россияне, были эвакуированы из Пхеньяна во Владивосток, а оттуда — в Москву.
18 марта 2020 года лидер КНДР Ким Чен Ын распорядился о строительстве новых больниц в стране, а также в очередной раз заявил, что в КНДР нет случаев заражения коронавирусом.
Возможность вспышки COVID-19 в КНДР вызывает обеспокоенность у зарубежных наблюдателей, в связи с чем многие иностранные государства и международные организации предоставили КНДР свою помощь в борьбе с вирусом. Так, правительство России предоставило властям КНДР тест-системы для определения COVID-19. Всемирная организация здравоохранения объявила о том, что планирует в ближайшее время отправить в КНДР помощь, о желании помочь Северной Корее заявили также Международная федерация обществ Красного Креста и Красного Полумесяца, Государственный департамент США и правительство Южной Кореи. Правительство США обратилось в ООН с просьбой сделать исключения из санкций против КНДР для возможности доставки туда гуманитарной помощи. 21 марта 2020 года Президент США Дональд Трамп направил письмо лидеру КНДР Ким Чен Ыну, в котором призвал к сотрудничеству и выразил намерение оказать содействие в противоэпидемической работе.

## Влияние вируса на жизнь в КНДР
Командующий Силами США в Корее генерал Роберт Абрамс заявил о том, что в феврале и марте в КНДР снизилась военная активность, связав это с тем, что в стране якобы есть случаи заболевания COVID-19.

## Хронология

### Январь 2020 года
21 января КНДР закрыла границу для иностранных туристов.
23 января в городе Синыйджу были помещены на карантин лица, у которых подозревали коронавирус. Впоследствии информации о том, что вирус у кого-то из них подтвердился, не поступало.
30 января ЦТАК объявило о введении по всей стране режима чрезвычайного положения и создании штаба по борьбе с эпидемией.

### Февраль 2020 года
2 февраля ЦТАК объявило о том, что все лица, въехавшие в страну после 13 января, должны быть подвергнуты медицинскому наблюдению.
7 февраля издание Daily NK заявило о том, что от коронавируса погибли пять жителей северокорейского города Синыйджу. В тот же день газета The Korea Times сообщила о том, что коронавирусом заражена уроженка Пхеньяна. Власти КНДР не подтвердили оба этих сообщения, однако приняли более строгие меры по борьбе с распространением вируса.
По заявлениям Daily NK, озвученным 10 марта, в период с первой декады до конца февраля под обсервацией предположительно находился Пак Джонъчхон, начальник штаба северокорейской армии, незадолго до этого посещавший некоторые военные объекты. Вирус у него не подтвердился.
18 февраля «Нодон Синмун» процитировала слова высокопоставленного представителя северокорейской системы здравоохранения, который заявил, что в стране «до сих пор не было ни одного подтвержденного случая нового коронавируса».
20 февраля из-за коронавируса были закрыты все школы КНДР.
29 февраля Ким Чен Ын призвал принять более решительные меры для предотвращения распространения COVID-19 в Северной Корее.

### Март 2020 года
К началу марта северокорейское правительство продолжило отрицать, что в стране есть какие-либо случаи COVID-19. По сведениям южнокорейского издания Daily NK, от коронавируса погибло 180 солдат Корейской народной армии.
14 марта 2020 года государственные СМИ Северной Кореи вновь подтвердили, что на территории страны нет подтверждённых случаев заболевания.
18 марта 2020 года Ким Чен Ын распорядился о строительстве новых больниц в Северной Корее, продолжая также отрицать любые случаи применения COVID-19 в стране. По утверждению Ким Чен Ына, цель строительства новых больниц — не борьба с коронавирусом, а улучшение системы здравоохранения страны.
20 марта 2020 года северокорейские СМИ сообщили о том, что более 2590 человек были освобождены из карантина в провинциях Пхёнан-Пукто и Пхёнан-Намдо. В числе освобождённых — все ранее помещённые на карантин иностранцы, кроме трёх.

### Апрель 2020 года
1 апреля 2020 года официальный представитель Минздрава КНДР Пак Мён Су повторно заявил, что в КНДР нет случаев заражения коронавирусом.
23 апреля 2020 года Daily NK сообщила, что у дезертировавшего северокорейца, который был застрелен при попытке перебраться через реку Туманная в Китай, был выявлен вирус.
Во второй половине апреля ограничения для иностранцев, посещающих Пхеньян, были ослаблены, порт Нампхо был повторно открыт для грузовых судов-контейнеровозов, а на 14 съезде Верховного народного собрания КНДР сотни делегатов не носили маски.

### Май 2020
10 мая газета Нодон Синмун выпустила статью, в которой объявлялось, что Трудовая Партия Кореи «считает жизни и здоровье жителей главным приоритетом страны», что является причиной того, что власти КНДР приняли превентивные и решающие меры для предотвращения распространения COVID-19 в стране.
По сообщениям Daily NK, в уезде Кильджу провинции Северная Хамгён строится медицинское учреждение для изоляции в карантине примерно 40 жителей уезда (селян из одноимённой деревни и работников близлежащей угольной шахты Ильсин), у которых обнаружены симптомы, сходные с COVID-19.
26 мая Daily NK стало известно, что власти КНДР распространяют брошюры о том, как обнаруживать симптомы заболеваний, сходных с COVID-19, на ранних стадиях и как бороться с такими заболеваниями.
12 июня на Daily NK появилось сообщение о том, что к 30 мая по меньшей мере 865 человек с подозрениями на COVID-19 были помещены на карантин в государственных учреждениях по всей стране, при том, что в отчёте, на который ссылается Daily NK, не учтены люди с лёгкой формой заболевания и те, кто самоизолировался дома. Официальные власти на май 2020 года не подтвердили наличие заболевших, однако, по данным Daily NK, на карантине находится более 15 тысяч людей, заразившихся различными видами ОРВИ. Также отсутствие заболевших в Пхеньяне, согласно сообщениям Daily NK, объясняется тем, что всех, у кого подозревается заражение, вывозят из Пхеньяна в Нампхо или в провинцию Пхёнан-Намдо.

### Июнь 2020
В начале июня, согласно Daily NK, власти КНДР издали постановления о предотвращении распространения инфекционных заболеваний, причём, помимо COVID-19, северокорейские медики должны противостоять также и другим инфекционным заболеваниям, таким как паратифоз, брюшной тиф и малярия.

### Июль 2020
В конце июня, согласно данным Daily NK, власти КНДР отправили школы на принудительные карантинные «каникулы» с 1 июля 2020 года с закрытием дверей классов и запечатыванием их бумажными печатями.

### Май 2022
Лишь 12 мая 2022 года в КНДР было официально заявлено о первых случаях заражения COVID-19. Лидер Северной Кореи Ким Чен Ын провел заседание политбюро ЦК ТПК, призвав усилить пограничный контроль против COVID-19. На следующий день появились первые данные: 350 000 пациентов с симптомами лихорадки, 162 000 выздоровели, шесть смертей. К 20 мая, по официальным данным, число заболевших составляло больше 2 млн человек, а количество умерших составляло 65 человек. Было принято решение использовать армию для своевременного обеспечения населения лекарствами и средствами индивидуальной защиты.